# Jan Pieszko
Jan Pieszko (ur. 5 lutego 1942 w Drewiennikach, zm. 20 marca 2022) – piłkarz, trener. Środkowy napastnik, ale z czasem grał także na innych pozycjach, też w pomocy.

## Kariera piłkarska
Piłkarz Darzboru Szczecinek (1958-1960), Bałtyku Gdynia (1961-1962), Zawiszy Bydgoszcz (1963-1967), Legii Warszawa (1967-1976). Dwukrotny mistrz Polski (1969, 1970), Zdobywca Pucharu Polski (1973), członek Galerii Sław Legii. Niezwykle skuteczny, instynktownie czujący strzeleckie szanse napastnik, silny punkt legionistów przez całe dziesięciolecie.

## Kariera trenerska
Po zakończeniu kariery pracował jako asystent trenera Legii. Od stycznia do kwietnia 1984 roku był szkoleniowcem Wisły Płock, później był asystentem trenera Bałtyku Gdynia, by w 1985 roku prowadzić ten klub jako pierwszy szkoleniowiec. Później trenował jeszcze Polonię Warszawa.
Na przełomie lat 80. i 90. był trenerem juniorskich reprezentacji Polski, przez pewien czas był także asystentem Andrzeja Strejlaua, gdy ten prowadził seniorską kadrę.
Postanowieniem prezydenta RP Aleksandra Kwaśniewskiego z 7 listopada 2001 został odznaczony Krzyżem Kawalerskim Orderu Odrodzenia Polski za wybitne zasługi dla rozwoju sportu piłkarskiego, za działalność społeczną.